# Andrew Aaron Chisha
Andrew Aaron Chisha (* 24. November 1933 in Kapatu, Sambia) ist emeritierter Bischof von Mansa.

## Leben
Andrew Chisha empfing am 29. August 1965 die Priesterweihe.
Papst Johannes Paul II. ernannte ihn am 1. Juli 1993 zum Bischof von Mansa. Die Bischofsweihe spendete ihm der Apostolische Nuntius in Sambia, Giuseppe Leanza, am 12. Dezember desselben Jahres; Mitkonsekratoren waren James Mwewa Spaita, Erzbischof von Kasama, und Adrian Mung’andu, Erzbischof von Lusaka.
Am 15. Januar 2009 nahm Papst Benedikt XVI. seinen altersbedingten Rücktritt an.